# ТЕС CENIBRA
19°19′16″ пд. ш. 42°23′31″ зх. д. / 19.32111° пд. ш. 42.39194° зх. д.
ТЕС CENIBRA — теплова електростанція у бразильському штаті Мінас-Жерайс, яка відноситься до комплексу целюлозного комбінату компанії Celulose Nipo Brasileira (CENIBRA).
У 1977 році на майданчику целюлозного комбінату став до ладу содорегенераційний котел компанії CBC (бразильська дочірня компанія Mitsubishi). Він спалював чорний натр (суміш органічних та неорганічних речовин, що залишається після варки целюлози) та міг утилізувати 1440 тон твердих речовин на добу (в подальшому цей показник довели до 1800 тон). У 1992-му його доповнили ще одним содорегенераційним котлом від CBC, розрахованим на спалювання 2050 тон твердих речовин (його показник у підсумку також збільшили до 2700 тон). Вони продукували 250 та 422 тони пари на годину відповідно (після модернізації), крім того, 49 та 51 тону пари видавали два допоміжні котли, які спалюють відходи переробки деревини, і 88 тон пари могли отримувати від котла на нафтопродуктах.
У 2006-му встановили третій содорегенераційний котел все тієї ж CBC, розрахований на спалювання 3500 тон твердих речовин на добу. Після цього перший котел вивели у резерв.
Отримана пара використовується, зокрема, для виробництва електроенергії, для чого встановили дві парові турбін. Станом на початок 2000-х років їх потужність визначали як 34 МВт та 43 МВт, а у кінці десятиліття ці показники рахували як 40 МВт та 60 МВт.